# Nebojša Đoković
Nebojša Đoković (Titograd, 4. jun 1969) je magistar ekonomskih nauka i aktuelni ambasador Crne Gore u Srbiji. U Podgorici je završio JU Gimnaziju „Slobodan Škerović”. Na Ekonomskom fakultetu Univerziteta Crne Gore diplomirao je 1993. Magistar ekonomije je od 2002. godine. Radio je kao supervizor u kontroli banaka NBJ, a kasnije CBCG (1994-2002). Radio je kao interni revizor u Hipotekarnoj banci od 2002. do 2007. godine. Nakon toga, od 2007. godine do danas, savjetnik je za ekonomska pitanja u Udruženju banaka Crne Gore. Objavio je knjigu „Bankarstvo Crne Gore” 2004. godine, kao i dvadesetak tekstova u stručnim časopisima u Crnoj Gori i inostranstvu. Član je redakcije časopisa „Bankar” koji izdaje Udruženje banaka Crne Gore. Učestvovao je u pregovorima za poglavlje IX o bankarskim i finansijskim uslugama sa EU. Učesnik je više konferencija vezanih za ekonomska i evropska pitanja. Bio je član Upravnog odbora Fonda za zaštitu depozita. Bio je predsjednik , a zatim član Borda direktora Aerodroma Crne Gore. U februaru 2025. godine imenovan je za izvanrednog i opunomoćenog ambasadora Crne Gore u Srbiji, sa sjedištem u Beogradu. Član je NSD. Sin je Dragiše Đokovića. Oženjen je, i otac je četvoro djece.